# Asterodiscides pinguiculus
Asterodiscides pinguiculus är en sjöstjärneart som beskrevs av Ross Robert Mackerras Rowe 1977. Asterodiscides pinguiculus ingår i släktet Asterodiscides och familjen Asterodiscididae. Inga underarter finns listade i Catalogue of Life.